# لحسن الكيري
لحسن الكيري هو مترجم وباحث من المغرب.

## سيرة ذاتية
ولد لحسن الكيري في 18 كانون ثاني، يناير 1984م بمدينة آسفي المغربية، وحصل على الإجازة في الأدب الإسباني من جامعة محمد الخامس أكدال في الرباط، وعلى الإجازة في الدراسات العربية، وعلى ماستر متخصص في الترجمة و التواصل بالإسبانية من جامعة الحسن الثاني بالدار البيضاء، وعلى الدكتوراه في ديداكتيك اللغات من جامعة محمد الخامس أكدال بالرباط، في موضوع: «وظائف الترجمة في ديداكتيك اللغات الأجنبية: اللغة العربية للناطقين بالإسبانية نموذجاً»، وعلى شهادة الكفاءة التربوية للتعليم الثانوي التاهيلي من نيابة أكادير إداوتنان سنة 2009م، وعلى دبلوم مفتش تربوي للتعليم الثانوي التأهيلي من الدرجة الأولى من مركز تكوين مفتشي التعليم بالرباط عام 2018م. وهو خريج المدرسة العليا للأساتذة بالتقدم في الرباط، ومجاز في الأدب العربي من جامعة محمد الخامس أكدال في الرباط. وعضو في اتحاد كتاب الانترنيت المغاربة، وطالب مفتش بمركز تكوين مفتشي التعليم (مادة اللغة العربية بالتعليم الثانوي التأهيلي)، وكاتب مشارك في العديد من الصحف و المجلات و المواقع الإلكترونية المغربية و العربية و العالمية، ومراسل صحافي لجريدة موندياريو الإسبانية، وأستاذ سابق في التعليم الثانوي التأهيلي من سنة 2008م إلى سنة 2016م، وخبير تربوي، وخبير في مجال تدريس اللغة العربية للناطقين بغيرها.

## أعماله
صدرت له مجموعة من الكتب، منها:
- «دراسات في علم الترجمة»، عن منشورات المركز العربي للتعريب والترجمة والتأليف والنشر، الطبعة الأولى عام 2017م، في دمشق بسوريا.
- «هذه وردة خريف» (كتاب جماعي عبارة عن ترجمة عربية لديوان شعري للشاعرة الإسبانية أنطونيا ثراطو مارتين)، عن منشورات تاو، الطبعة الأولى عام 2017م، بإسبانيا.
- «رسائل الحب الخادعة: مختارات من القصة الإسبانية والإسبانوأمريكية»، عن منشورات دار شهريار، الطبعة الأولى عام 2018م، في البصرة بالعراق.
- «حكايات درب اللبانة» (مجموعة قصصية)، عن منشورات دار الأمراء، الطبعة الأولى عام 2018م، في ولاية سطيف بالجزائر.
- «مؤانسات نقدية»، عن منشورات دار لمار للنشر والتوزيع والترجمة، الطبعة الأولى عام 2018م، في جمهورية مصر العربية.
- «أصداء قلم: مقالات في التربية والسياسة والثقافة»، عن منشورات نور، الطبعة الأولى عام 2018م، في ألمانيا.
- «تمثلاث أساتذة اللغة العربية بالتعليم الثانوي التأهيلي للتدريس التأملي: محاولة فهم»، عن منشورات نور، الطبعة الأولى عام 2018م، في ألمانيا.
- «ليلة حب في ثلاثة أناشيد: نماذج من روائع الشعر الإسباني والإسبانوأمريكي»، عن منشورات دار كنعان للدراسات والنشر والخدمات الإعلامية، الطبعة الأولى عام 2020م، في دمشق بسوريا.

## شهادات التكريم
حصل على شهادة تكريم من مؤسسة الفكر للثقافة والإعلام سنة 2016م، وعلى شهادة تكريم من صحيفة الحرف (البيت الثقافي العربي في الهند) سنة 2016م.